# Прест, Уильям
Уильям Прест (1 апреля 1832 — 10 февраля 1885) — английский футболист и игрок в крикет. Уильям родился в Йорке, но большую часть жизни провёл в Шеффилде, где, вместе с Натаниэлем Кресвиком он стал сооснователем старейшего в мире футбольного клуба «Шеффилд». Кроме того, Уильям был членом местного добровольческого батальона «Холламширские стрелки», в котором прослужил значительную часть своей жизни.

## Биография
Уильям родился в Йорке в семье Джона и Арабеллы Прест. Вскоре семья переехала из Йорка в Шеффилд, когда брат Уильяма Джон Бивор Прест купил там винный бизнес. В Шеффилде Уильям стал известным игроком в крикет, и играл за команду Йоркшира в 16 матчах с 1852 по 1862 год. Он заработал 286 пробежек (runs) со средним результатом (AVE) 10.21 как бэттер, и трижды сбил калитку за 69 пробежек как боулер. Все три калитки были сбиты в одном матче.
Зимой 1854, в шеффилдском отеле Адельфи (Adelphi Hotel), располагавшемся на улице Арундел Гейт, Прест участвовал во встрече, на которой Шеффилдский крикетный клуб договорился приобрести в аренду у герцога Норфолка землю для строительства оборудованной площадки для игры в крикет. Местом для обустройства площадки стал Брэмолл Лейн; впоследствии там расположился стадион, который стал домашней ареной футбольного клуба «Шеффилд Юнайтед» и регбийного клуба «Шеффилд Иглз».
Уильям сыграл за команду «The Eleven» против команды «The Twenty-two» в первом крикетном матче, прошедшем на упомянутом стадионе. Матч состоялся 30 апреля 1855 года. Он был выбит (bowled out) Дж. Роуботхэмом (J. Rowbotham) в первом иннинге, не набрав ни одной пробежки, то есть стал первым игроком, заработавшим дак на этом поле.
Но известность Престу принесла не его игра в крикет, а то, что вместе с Натаниэлем Кресвиком он стал сооснователем старейшего в мире футбольного клуба «Шеффилд» и разработчиком свода футбольных правил, известного как «Шеффилдские правила», позже лёгшего в основу современных футбольных правил. С 1855 года Уильям сыграл в нескольких футбольных матчах за тогда ещё «Шеффилдский крикетный клуб». А в 1857 он и Натаниэль Кресвик решили создать отдельно футбольный клуб. 24 октября 1857 года клуб был создан, и Уильям стал его вице-президентом. Клуб также проводил ежегодный слёт местных атлетов в конце каждого сезона. На торжественном открытии, собравшем около 4000 человек, Уильям Прест победил в 12 дисциплинах.
В 1859 Уильям участвовал в создании добровольческого «Второго стрелкового батальона Западного Йоркшира», больше известного как «Холламширские стрелки». Он служил в этом батальоне до самой своей смерти, и дослужился до ранга подполковника.
Прест умер 10 февраля 1885 в возрасте 52-х лет, от разрыва кровеносных сосудов. Его похороны состоялись через три дня на Шеффилдском главном кладбище, где ему были возданы полные военные почести. В последний путь его провожало несколько тысяч человек.